# Uli Stein
För serietecknaren, se Uli Stein (tecknare).
Ulrich "Uli" Stein, född 23 oktober 1954 i Hamburg, Tyskland, är en tysk fotbollstränare och före detta fotbollsmålvakt.
Han spelade 512 matcher i Bundesliga åren 1978–1997. Stein startade sin karriär i Arminia Bielefeld men bytte efter två år klubb till Hamburger SV där han spelade 1980–1987. Sedan spelade han fram till 1994 i Eintracht Frankfurt tills han fick sparken, varpå han kom tillbaka till Hamburger SV. Efter ytterligare ett år i klubben fick han sparken igen och kom tillbaka till klubben där han påbörjade sin proffskarriär, Arminia Bielefeld. 1997 avslutade han sin proffskarriär som fotbollsmålvakt.
Han var med i tyska landslaget 1983–1986 men fick bara spela sex matcher med laget. Han var med i truppen under VM 1986 i Mexiko, men fick lämna laget efter en intern dispyt med dåvarande tränaren Franz Beckenbauer.
Stein var en lysande målvakt, men fick i landslaget stå i skuggan för sin konkurrent Harald Schumacher.
Under 1987, i en match mot Bayern München, gjorde Stein skandal då han oprovocerat gav Bayern-spelaren Jürgen Wegmann en hård smocka i ansiktet. Följden blev att han fick sparken från Hamburger SV. 
Sedan 2007 är han målvaktstränare i Nigerias landslag, där huvudtränaren är Berti Vogts.